# Oriente 1.ª Sección (Paraíso)
Oriente 1.ª Sección es una ranchería del municipio de Paraíso ubicado en la subregión de la Chontalpa del estado mexicano de Tabasco.

## Geografía
La localidad se ubica a 6.5 kilómetros (en dirección norte) de la localidad de Paraíso, la cabecera y lugar más poblado del municipio. Se sitúa en las coordenadas geográficas 18°20′21″N 93°12′02″O / 18.339167, -93.200556, a una elevación de 4 metros sobre el nivel del mar.

## Demografía
Según el Conteo de Población y Vivienda 2020, efectuado por el Instituto Nacional de Estadística y Geografía, la localidad de Oriente 1.ª Sección tiene 2,027 habitantes, de los cuales 997 son del sexo masculino y 1,030 del sexo femenino. Su tasa de fecundidad es de 2.14 hijos por mujer y tiene 536 viviendas particulares habitadas.
| Gráfica de evolución demográfica de Oriente 1.ª Sección entre 1900 y 2020 |
|                                                                           |
| INEGI.                                                                    |